# Pappo's Blues Volumen 4
Pappo's Blues Volumen 4 es el cuarto álbum de estudio del grupo de rock argentino Pappo's Blues, lanzado en noviembre de 1973 por el sello Music Hall.

## Detalles
Este disco cuenta con la participación de varios integrantes del grupo Billy Bond y La Pesada del Rock and Roll, como Alejandro Medina e Isa Portugheis. 
En este álbum retornan los músicos David Lebón (esta vez en guitarra rítmica y bajo de caja) y Black Amaya en batería. También cuenta con la participación de los integrantes de Pappo's Blues Volumen 3, "Machi" Rufino y Pomo Lorenzo en «Con Elvira es otra cosa».

## Lista de canciones
Todos las canciones fueron compuestos por Pappo excepto en donde se indica. 
Lado 1
1. «Fiesta cervezal»
2. «Gato de la calle negra» (Pappo-Tony Gibson)
3. «Abelardo el pollo»
4. «Semilla de sésamo»

Lado 2
1. «Con Elvira es otra cosa»
2. «Sol de armónica»
3. «El palacio de la montaña en invierno»

## Músicos
- Pappo: Voz, guitarra y armónica
- David Lebón: Guitarra rítmica y bajo de caja en «El palacio de la montaña en invierno»
- Alejandro Medina: Bajo
- Black Amaya: Batería
- Isa Portugheis: Percusión en «El palacio de la montaña en invierno»

Músicos de las sesiones de Pappo's Blues Volumen 3
- Machi Rufino: Bajo en «Con Elvira es otra cosa».
- Pomo Lorenzo: Batería en «Con Elvira es otra cosa».